# Timez Are Weird These Days
Timez Are Weird These Days è l'album discografico di debutto del rapper statunitense Theophilus London, pubblicato il 15 luglio 2011 dalla Reprise Records. L'album è entrato nella classifica statunitense Billboard R&B/Hip-Hop Albums alla posizione numero 30 e nella classifica Rap Albums alla numero 21 nella settimana del 6 agosto 2011.

## Tracce
1. Last Name London  - 3:46
2. Love Is Real  - featuring Holly Miranda  - 3:45
3. Wine and Chocolates  - 3:42
4. All Around the World  - 3:47
5. She's Great  (Interlude)  - 0:05
6. Why Even Try  - featuring Sara Quin  - 4:20
7. Stop It  - 3:05
8. Girls Girls $  - 3:10
9. One Last Time  - 4:24
10. Lighthouse  - 3:32
11. I Stand Alone  - 3:22